# Wolfgang von Plotho (Landrat)
Wolfgang Werner Edler Herr und Freiherr von Plotho (* 24. Februar 1849 in Zerben; † 24. September 1926 in Berlin) war ein deutscher Rittergutsbesitzer, Verwaltungsbeamter und Schriftsteller.

## Herkunft
Seine Eltern waren der Freiherr Felix von Plotho (1822–1864) auf Zerben und dessen Ehefrau Maria, geborene Freiin von Welling (* 1822), eine Tochter des preußischen Oberst Karl August von Welling. Seine Schwester Elisabeth (1853–1952) war mit dem späteren preußischen Generalleutnant Armand von Ardenne verheiratet.

## Leben
Nach dem Besuch der Klosterschule in Roßleben studierte er an Rheinischen Friedrich-Wilhelms-Universität Bonn und der Friedrich-Wilhelms-Universität Berlin Rechts- und Kameralwissenschaften. 1868 wurde er Mitglied des Corps Borussia Bonn. Am Deutsch-Französischen Krieg nahm er als Leutnant im Brandenburgischen Husaren-Regiment Nr. 3 teil. Später wurde er Oberleutnant der Landwehr.
Von Plotho wurde Besitzer des Rittergutes Pennigsdorf bei Güsen. Im Landkreis Jerichow II war er Landratsamtsverwalter, Deichhauptmann, Kreisdeputierter und Mitglied des Kreistags. Von 1901 bis 1904 war er Landrat des Landkreises Jerichow II. Er war Mitglied des Bezirksausschusses in Magdeburg und Kirchenpatron der Kirchen zu Zerben, Reesen und Gütter.
Von Plotho betätigte sich schriftstellerisch. Seine Schriften waren historischer und dramatischer Natur. Zerben als Besitz wurde verkauft und die Erlöse in ein Geldfideikommiss übernommen.
Er wurde 1884 als Ehrenritter in den Johanniterorden aufgenommen und erhielt 1896 Rechtsritterschlag, mit weiteren Honoratioren wie Friedrich Graf Zeppelin, in der Johanniterkirche zu Sonnenburg.

## Familie
Er heiratete am 26. September 1874 auf Briesen Bernhardine von Bredow (* 1851), eine Tochter des Generalleutnants Adalbert von Bredow. Das Paar hatte mehrere Kinder:
- Gabriele (1875–1964), unvermählt
- Hans-Gebhard (1877–1945)
- Wolfgang (1879–1946), Generalleutnant
- Gertrud (1882–1975), verheiratete von Willich (geschieden 1922)
- Joachim (1886–1964) ⚭ Frieda Meyer (1891–1967)

## Auszeichnungen
- Ehrenmitglied des Corps Borussia Bonn[1]

## Schriften
- Die Stände des deutschen Reiches im 12. Jahrhundert und ihre Fortentwicklung bis zum Schlusse des Mittelalters unter Berücksichtigung der Werke des Freiherrn O. von Dungern. 1900.
- Irmgard von Hammerstein: Geschichtliches Schauspiel in 5 Aufzügen. 1902.
- Waren die Ministerialen von Rittersart frei oder unfrei, und welchen Geburtsständen sind die entstammt?
- Familiengeschichte der edlen Herren und Freiherren von Plotho. 1922. Berlin. DNB